# Anita Snellman
Sini Anita Kyllikki Snellman (Hèlsinki, 4 de setembre de 1924 – 24 de febrer de 2006) fou una pintora finlandesa.
Estudià a la Reial Acadèmia de les Arts de Hèlsinki, a la Reial Acadèmia Sueca de Belles Arts a Estocolm i a l'Académie Julian de París. Després d'un temps a París es traslladà a Eivissa, on comprà un apartament a finals de la dècada dels 60. Entre els anys 1971 i 1979 impartí classes a la Reial Acadèmia de les Arts de Hèlsinki. Durant aquest temps rebé l'Ordre del Lleó de Finlandia (l'any 1976) i creà la Fundació Anita Snellman (l'any 1979). Fou enterrada al Cementiri Hietaniemi de Hèlsinki.

## Col·leccions
L'obra de Snellman es troba a les següents col·leccions públiques de Finlàndia:
- Museu d'art Ateneum.
- Museu d'Art Amos Anderson.
- Museu Lahti.
- Museu d'Art Contemporani Tampere.
- Museu d'Art Oulu.
- Museu d'Art Joensuu.
- Museu d'Art Imatra.
- Museu d'Art de Hèlsinki.
- Museu d'Art Kuopio.
- Col·lecció de la Fundació Wihuri.